# 筋肉少女帯
筋肉少女帯（きんにくしょうじょたい）は、日本のロックバンドである。1980年代後半から1990年代後半にかけて活躍し、2006年に活動を本格再開した。通称は「筋少」（きんしょう）で、アルファベットでは「King-Show」（初期は「KIN-SHOW」）と記す。

## 経歴

### 結成からインディーズ期
1979年に当時中学生だった大槻ケンヂと内田雄一郎が組んだバンド「ザ・ドテチンズ」（別名ドンズ。当時の大槻のあだ名より命名）が始まり。大槻は健康青竹踏みを打ち鳴らし、内田はエレクトーンを掻き鳴らした。
ドンズ解散後高校進学を経て、1982年2月に再びバンド「筋肉少年少女隊」を結成した。大槻は「JAGATARA」のようなファンクバンドを志向していたものの、練習スタジオでファンクが上手く説明できず、結局「ディープ・パープル」の様な曲調になったそうである。このやりとりから代表曲のひとつである『釈迦』が生まれた。4月6日のライブハウス新宿JAM「伝染病解散ライブ」でライブデビュー。
1984年、バンド名を「筋肉少女帯」に改め、ナゴムレコードよりインディーズデビュー。とはいえ、まだまだこの頃のライブでは大槻がうどん粉で顔面白塗りの上、裸体に包帯を幾重にも巻きつけて歌唱するなど、「当時は学園祭バンドみたいなノリで、完全にキワモノ」（大槻談）であった。
同じ頃、後に第22期筋肉少女帯メンバーとなる5人がそれぞれのバンド（大槻・内田は筋少、本城は筋少・有頂天・エッグレイヤー、太田はYTJ、橘高はSLEAZY LUSTER）でYAMAHAのコンテストに出場。たびたび顔を合わせる旧知の仲だった。筋少はパフォーマンス賞や審査員特別賞を受賞、橘高、太田はそれぞれベストギタリスト賞、ベストドラマー賞を取るなど、対照的な成績を残している。
1985年に三柴江戸蔵が参加。
1987年、ナゴムレコードより発売の自主制作シングル『高木ブー伝説』が話題を呼ぶ。冗談画報、11PMなどに出演。その際演奏した高木ブー伝説、ドリフターといった楽曲の歌詞が問題となったりもした。そのためドリフターズ所属の事務所を名乗る者から苦情の電話が寄せられ、『高木ブー伝説』は結局自主回収という形で販売中止となる。しかし、その電話は後に悪戯と発覚する。大槻によれば、この一件で筋肉少女帯は一時解散の危機に立たされたが、他ならぬ高木ブーの擁護によって事なきを得たという。

### メジャーデビューからバンドブームの盛衰
様々なメンバーが加入と脱退を繰り返す中で活動を続け、1988年6月、トイズファクトリーよりアルバム『仏陀L』・シングル『釈迦』でメジャーデビュー （第18期メンバー）。その後もメンバーが定着することはなく、半年後に発売された2ndアルバムは21期メンバーで録音された。
1989年2月の三柴脱退を受け、橘高文彦の加入・本城聡章の復帰が「大槻ケンヂのオールナイトニッポン」で発表される（第22期）。筋少のオリジナル音源への参加に先駆け、「オールナイトニッポン」の企画から派生した「まんが道」（大槻と内田による変名ユニット）の『ボヨヨンロック』で非公式ながら初のレコーディング。のちに同メンバーで録音された3rdアルバム以降ついにメンバーが定着し、以後10年間メンバー交代はなかった。
アルバム収録曲『日本印度化計画』が話題となり、続くシングル『元祖高木ブー伝説』が一躍大ヒット。大槻がオールナイトニッポンのパーソナリティを務めるなど一躍有名バンドとなり、看板TV番組「筋肉少女帯の深夜改造計画」も担当した。『ボヨヨンロック』、『日本印度化計画』、『元祖高木ブー伝説』と笑いの側面の強い曲が立て続けにヒットし、世間でコミックバンドという認知が定着しつつあった。大槻はこの三作をまとめて「ボヨヨン・カレー・ブー」=「B・C・B」と自虐的に当時の状況をネタにしている。
1990年2月7日には単独では初となる武道館LIVE。以後1994年まで通算4度、単独での武道館LIVEを敢行する。
1992年発売のベストアルバム『筋少の大車輪』は、かつてのメンバーが一堂に集結して新録音曲「大釈迦」が収録された。
バンドブームが去った1992年9月、経営難となっていた所属事務所をやめ、翌1993年暮れにはトイズファクトリーに契約を打ち切られる。
バウワウなどを育てた上野義美氏の事務所と契約して新たに動き出す。
1994年に橘高が、翌1995年に大槻がソロデビューするなど、メンバー各自での活動も多くなっていった。
所属レコード会社は1994年にMCAビクター、1996年にマーキュリーミュージックエンタテインメントへ移籍。

### 活動凍結からそれぞれの道へ
1997年に活動凍結前のラストアルバム『最後の聖戦』をリリース。このタイトルになった理由は、大槻が5人での活動に限界を感じたためである。追い打ちをかけるように1998年、当時の所属事務所の経営破綻、精神バランスを崩したこと、メンバーのモチベーション低下などが重なり、この頃から大槻はバンドとしての活動限界を感じる。「メンバーのまとまりがなかった反面、ライブそのものはよかった」と、パフォーマンス的には円熟していた時期であるとも後年公言している。
バンドブーム衰退後も独自のスタンスを保ちメジャーシーンで活躍しつづけたが、同年8月の渋谷公会堂ライブを最後に太田が脱退。同時にバンドとしての活動休止が発表された。
9月、大槻は、内田および三柴らかつてのメンバーと期間限定で「80年代の筋肉少女帯」を結成。LIVEツアーも行う。のちにインディーズからビデオ発売する。
1999年5月に大槻がバンドのテコ入れを想定した「大槻と内田以外のメンバー一新による活動再開」を示唆し、のちに橘高が脱退を表明する。一部ファンは「大槻の独断による橘高外し」と反発した。大槻が公式サイト上で事態収拾を行うべく弁明の書き込みをするも、大槻は人格攻撃を受ける。精神的に疲弊した大槻は6月に脱退を表明し、内田雄一郎と本城聡章の2人のみとなった筋肉少女帯は解散状態となるが、2人は筋肉少女帯の名を守りつづけることを決意する。
7月に内田と本城は「解散」ではなくバンドとしての活動「凍結」を宣言した。
のちに大槻は文筆活動と併行して「特撮」を結成し、様々なコネクションを通じ対バン勝負を呼びかけて個人名義の活動も行う。橘高は脱退と前後する形で結成していた「X.Y.Z.→A」に専念し、太田は相川七瀬らのサポートの傍らドラム教室を開催する。内田と本城は他アーティストのサポートやプロデュース活動のほか、「筋肉少女帯」(KING-SHOW) としてサントラ製作やライブアルバム監修、イベント主宰などを行った。

### 仲直りから活動再開
活動休止前後にメンバー間で行き違いもあり、盟友関係の大槻と内田が「特撮」内で対立して内田が脱退するなど一時絶縁に近い状態となる。のちに
- 大槻と橘高の所属バンド同士が競演する。
- 内田と本城の主催イベントに橘高が参加し、「一夜限りの復帰」と銘打ってセッションを実施。
- 大槻・内田双方と交友があった元アンジーの水戸華之介が大槻のイベントにゲスト出演した際に内田を登場させて仲直りの場を設けた。もともとは大槻が水戸に内田へ出演交渉を依頼し、水戸は辛うじて内田の電話で出演を取り付けたとして、当日電話しながら内田が登場するとサプライズを演出した。

など徐々に関係を修復した。共演の際に筋肉少女帯の曲が演奏されることもあり、大槻と内田に至っては「仲直り」自体をイベントのネタとして使用する。
2006年にかつて大槻がケラ、内田と結成していたユニット空手バカボンが突如復活しライブを行った。大槻と橘高が三柴らのサポートを受けて「大槻ケンヂと橘高文彦」と称するコンビを組み、筋少ファンを公言する滝本竜彦原作・大岩ケンヂ作画のテレビアニメ『N・H・Kにようこそ!』に楽曲を提供。大槻、橘高参加時の往年の「90年代の筋少」サウンドを髣髴とさせる楽曲となった。シングル盤には筋少時代の楽曲「踊るダメ人間」のセルフカヴァーも収録されている。
2006年4月から7月にかけて『週刊アスキー』誌上で大槻が『筋肉少女帯物語』第1部を連載する。大槻が明記しているようにフィクションのキャラクターも登場する「小説」だが、当時のメンバーらの許可を得て、バンドブームに巻き込まれて急激に人気バンドになった彼らの状況なども語られている。
小説第1部の最終回掲載直前の7月22日に恵比寿で行われた「大槻ケンヂと橘高文彦」のライブに、サプライズゲストとして内田と本城が登場する。大槻と橘高の筋肉少女帯再加入と、4人で同年12月28日に筋肉少女帯のライブを行うことが発表され、凍結状態であったバンドは8年ぶりに復活した。小説第1部のラストでも、大槻が復活を宣言。
メジャーデビュー時と同じトイズファクトリーに所属し、2007年3月にベストアルバム『筋肉少女帯 復活究極ベスト 大公式』が第一弾として発売された。2007年9月におよそ10年ぶりのオリジナルアルバムとなる『新人』を発売した。
2008年9月21日に、14年ぶり単独で5回目の武道館公演を行った。
2013年4月に徳間ジャパンコミュニケーションズへとレコード会社を移籍して同社のレーベル、ジャパンレコーズから作品をリリースする。
2018年6月20日にメジャーデビュー30周年を記念し、MCAビクター、マーキュリーミュージック在籍時代の4作品『レティクル座妄想』から『最後の聖戦』までを、ボーナストラックを加えSHM-CD化・全曲リマスタリングを施し再発売。VHSでしかリリースされていなかった映像作品『science fiction double feature〜筋肉少女帯 Live & PV-clips〜』もDVDで再発売した。

## メンバー

### 正規メンバー
大槻ケンヂ（おおつき けんぢ、1966年2月6日 - ）ボーカル（在籍期間：1982年 - 1999年、2006年 - 現在）
東京都中野区出身。東京都立田柄高等学校卒業、日本デザイナー学院・東京国際大学中退。
結成時よりのオリジナルメンバー。当初の名義は「モヨコ」「おーつきモヨコ」あるいは「大槻モヨコ」等。愛称は「オーケン」。
結成当初はボーカル&ベース担当だったが、ほどなく歌いながらだとベースが弾けないことがわかり、ボーカルに専念することとなる。
遠藤ミチロウ・町田町蔵・長谷川裕倫などの影響を受けた 独特のヴォーカルのみならず、ほとんどの楽曲の歌詞を手がけ、独自の作品世界を構築する。
作曲もある程度手がけ、ハードコア、ファンク、テクノ・ポップやボサ・ノヴァなど比較的シンプルな構成ながらも振れ幅の広い楽曲を生み出した。頭の中のメロディをメンバーに伝えて試奏して貰いながら組み立てる、あるいは鼻歌をメインとした作曲スタイルのためクレジット表記において物議をかもし、後年の作曲者クレジットが「○○＆筋肉少女帯」と統一される要因にもなった。
作家、エッセイスト、タレントとしても活動し、文筆業においては筒井康隆、大塚英志、鹿島茂、坪内祐三、松岡正剛などからのレファレンスや星雲賞の2年連続受賞といった一定の評価を得た。独特の軽妙かつつかみどころのないキャラクターの宣伝効果でバンドの知名度アップに大きく寄与したが、自身も認める通りそれが色物的扱いを受ける要因にもなった。
2006年7月再加入。
内田雄一郎（うちだ ゆういちろう、1966年2月8日 - ）ベース（在籍期間：1982年 - 現在）
東京都中野区出身。日本大学鶴ヶ丘高等学校卒業。
結成時よりのオリジナルメンバーで唯一バンドを離れたことがない。当初の名義は「ユウ」「ゆう」「内田ユウ」など。愛称は「うっちー」。
結成当時はキーボードを担当していたが、大槻がベースが出来ないことに気付いたため急遽パートチェンジし現在に至る。
独特の太いサウンドとベースとしてのポジションを守りつつの奇妙なライン構成を特徴とする。
プログレやYMO、歌謡曲などを好み、「ペテン師、新月の夜に死す!」「月とテブクロ」「アメリカン・ショートヘアーの少年」「夜歩くプラネタリウム人間」「何処へでも行ける切手」「ゴッドアングルPart2」などのプログレ色の濃い楽曲、「ララミー」「俺の罪」「パレードの日、影男を秘かに消せ!」「抜け忍」などの奇妙な味の楽曲はたいてい内田が作曲に関わっている。
大槻とは中学の同級生で、ドテチンズ、空手バカボン、まんが道などで共に活動。特撮にも当初在籍した。
ゲームファンであり、週刊ファミ通に連載を持っていたことがある。
本城聡章（ほんじょう としあき、1964年9月10日 - ）ギター（在籍期間：1982年 - 1985年、1989年 - 現在）
東京都出身。日本大学鶴ヶ丘高等学校卒業。
1982年、ケラと共に「有頂天」の結成に参加。同4月6日、筋少と共にライブデビューを飾る。内田の高校の先輩という縁もあり、結成9ヶ月の筋少に掛け持ちで加入。当初の名義は「トシ」。愛称は「おいちゃん」。
1989年の再々加入後、1992年のアルバム「エリーゼのために」より作曲を手がけ始め（これ以前にもノンクレジットながら「踊るダメ人間」の作曲にも関わっている）、ニュー・ミュージックやニュー・ウェイヴに影響を受けた音楽性 で、筋少のひねくれポップな一面を引き出す立役者となる。90年代の中ごろからはメインソングライター的なポジションとなり、自身のポップセンスはそのままにメンバーそれぞれの趣向を汲んだ幅広いスタイルの楽曲を制作した。
1990年4月15日から9月9日まで『KING-SHOW本城聡章の好きにやろうぜ!』（文化放送、毎週日曜10:30 - 11:00）にてラジオパーソナリティを務めた。
現在のメインギターはフェンダー・ストラトキャスターとキャパリソンのデリンジャー。
橘高文彦（きつたか ふみひこ、1965年12月27日 - ）ギター（在籍期間：1989年 - 1999年、2006年 - 現在）
大阪府枚方市出身だが中学時代からは東京都で育つ。立教高等学校卒業。
高校時代に結成したヘヴィメタルバンド「AROUGE」にて1984年にメジャーデビューするが、短期間で解散。アルバイト生活をしていた頃に大槻に誘われ、1989年より三柴理と入れ替わりになる形で筋少に参加。「三柴君と一緒にやれると思っていたら、彼が辞めちゃって」と、後に本人が加入のいきさつを語っている。愛称は「ふーみん」。
草創期のヴィジュアル系にも近い衣装・メイクと本人いわく「お城を建てる」激しいギターソロが特徴。90年代筋少のメインの音楽性であるハード・ロック／ヘヴィ・メタル色を牽引する存在で、ドラマティックないし叙情的な楽曲を手がけた。バンドの事実上の音楽プロデューサーでもあった。
メインギターはギブソンのフライングVとキャパリソンのFKV。
2006年7月再加入。
兄は第24期麻雀名人・橘高正彦。

### サポートメンバー
三柴理（みしば さとし、1965年1月15日 - ）キーボード
東京都港区出身。国立音楽大学中退。旧名・三柴江戸蔵（みしばえどぞう）。旧名に由来する愛称は「エディ」。
正規メンバーとして1986年から1989年まで（第13-21期）在籍。内田と共にデビュー初期のプログレ色を牽引した。クラシックやジャズの高い素養を活かしたピアノで筋少の音楽的な発展に大きく寄与する一方で、大槻以上の強烈なパフォーマンスを展開した人物であり、演奏中に激しいアクションをとってみせるのみならず、演奏後観客席にダイブした、出番の少ない楽曲でステージを練り歩く・走り回るなどナゴム人らしい逸話あり。
4歳から続けてきたクラシックピアニストとしての側面を追求するため、2ndアルバム後に脱退。その後は元有頂天のタボ、元LINDBERGの小柳昌法、戸川純などとのユニット、横関敦や佐藤研二・吉田達也などとの共演、THE金鶴によるサウンドトラック制作、他アーティストの作品への客演といった幅広い活動を行っている。
大槻らとの交友は脱退後も続き、「80年代の筋肉少女帯」「特撮」に正規メンバーとして参加した他、大槻のソロ活動や「大槻ケンヂと橘高文彦」などでもサポートを担当。2006年12月の復活ライヴよりピアノ＆キーボードでサポート参加。
長谷川浩二（はせがわ こうじ、1965年4月4日 - ）ドラムス
神奈川県横浜市出身。
復活後の録音作品に一貫して参加。ライブでも2007年以降は主に長谷川がサポートとして参加している。
THE ALFEEの専属サポート（1983年 - 2005年）や、Cube-rayとしての活動でも知られる。殊にALFEEのサポートではメンバーのバラバラな音楽的趣向に対応できる辣腕が評価されていた。
※サポートドラマーについて
2007年のアルバム「新人」では上述の長谷川の他、Fumihiko Kitsutaka's Euphoriaにも参加した湊雅史、扇愛奈とザ・セクターズに内田とともに参加している矢野一成が客演。2008年以降の作品では一貫して長谷川浩二が務めている。
ライブでのサポートについても先述の長谷川をメインで起用しつつ、時折他のドラマーも起用されている。
以下、参加時期のみ記載。経歴などは各々の個別ページにて確認されたい。
河塚篤史：2006年・復活ライブ、2012年11月・幕張メッセ、2013年9月・渋谷CLUB QUATTRO
原治武：2007年ライブツアー、2007年テレビ出演時
ファンキー末吉：2009年11月・渋谷C.C.Lemonホール、2010年9月・ライブ2DAYS
真矢：2009年12月・渋谷AX
山口"PON"昌人：2011年5月・赤坂BLITZ

### 過去在籍メンバー
※過去在籍した正規メンバーは総勢17人にも達するため、主な者のみに留める。
太田明（おおた あきら、1965年6月30日 - ）ドラムス（在籍：1988年 - 1998年（第19-22期））
東京都出身。
約11年間に渡って在籍した、通称「90年代の筋少」の一人。ジャズ・フュージョンなどの素養も持ち、幅広い音楽性のバンドを卓越したドラムテクニックで支え続けた。三柴とスタジオミュージシャン時代からの旧知の仲だったことから加入。1998年8月、脱退。
2006年の復活に際しても他メンバーから要請がなされ最初の音合わせには参加したものの、参加は見送られた。
しかし、太田がリーダーを務めるセッションイベントに橘高が飛び入りで参加するなど、けしてメンバーと不仲になったわけではない。
2008年、デビュー20周年記念公演「サーカス団、武道館へ帰る！」にゲスト出演。
2013年、デビュー25周年記念作品『公式セルフカバーベスト 4半世紀』において、1曲のみであるが新規録音に参加。
橘高曰く「筋少のドラムは、太田で永久欠番」。
美濃介（みのすけ、1965年4月25日 - ）ドラムス（在籍：1983年 - 1988年（第6期, 第9-18期））
東京都出身。日本大学鶴ヶ丘高等学校卒業。
インディーズ初期〜デビュー時まで在籍したドラムス。
脱退後もアルバム「SISTER STRAWBERRY」収録の「日本の米」曲中コントにゲスト参加している。
現在はケラの率いる劇団「ナイロン100℃」の看板俳優として舞台、TV等で活躍中。ミュージシャンとしては主にボーカル＆ギターとして活動中。
デビュー20周年記念公演「サーカス団、武道館へ帰る！」にコーラス＆ギターでゲスト出演。
関口博史（せきぐち ひろし）ギター（在籍：1987年 - 1988年（第18期））
パンクバンド奇形児を経て加入。デビューアルバム「仏陀L」に参加後、ばちかぶりへの加入が決定し筋少を脱退。
1998年「80年代の筋肉少女帯」のライブにゲスト出演している。
石塚BERA伯広（いしづか べら のりひろ、1965年5月2日 - 2019年2月26日）ギター（在籍：1985年 - 1986年（第12-13期））
東京都出身。
太田明とのYTJ、中野テルヲとのMODE-ID等数多くのバンドを経験。ナゴムの他バンドとの交友も広い。
脱退後はSOFT BALLET等のサポートギタリストとして活躍。
1998年には「80年代の筋肉少女帯」のメインギタリストを務めた他、大槻のソロ活動にサポートで参加した後、大槻・佐藤研二・小畑ポンプと共にバンド「電車」を結成。
2019年2月26日、事故により逝去した。
友森昭一（とももり しょういち、1966年1月13日 - ）ギター（在籍：1987年（第15期））
福岡県出身。
元AUTO-MOD、レベッカ。石塚BERAとは高校の同級生。学生時代からプロのスタジオミュージシャンとして活動。インディーズ期の筋少でギターを弾きつつ、同時期にレベッカで大会場でのライブをこなしていた。
「80年代の筋肉少女帯」参加メンバー。

### 過去の主なサポートメンバー
横関敦（よこぜき あつし、1962年9月27日 - ）ギター
BRONX解散後、1988年10月より1989年2月まで参加。
2ndアルバムの録音と、その後のツアーに参加した。「80年代の筋肉少女帯」ライブ、デビュー20周年記念公演「サーカス団、武道館へ帰る！」にもゲスト出演。
秦野猛行 - キーボード
1989年2月より1998年のツアー終了まで参加。
三柴脱退後の「90年代の筋少」を長くサポート。2007年のアルバム「新人」にも参加したほか、デビュー20周年記念公演「サーカス団、武道館へ帰る！」にもゲスト出演。
久保田安紀 - コーラス・ヴォーカル
1985年より1997年まで参加。高円寺百景のメンバーとしても活動した。
インディーズ期から活動凍結までの長期間、コーラスや女性ヴォーカルとして、おもに録音作品において参加した。ライブでは1990 - 1991年のツアーに帯同し「夜歩くプラネタリウム人間」で大槻とツインボーカルを取っている。
2018年11月27日死去。

### メンバー変遷
|      | 時期     | Vocal                              | Bass       | Guitar                      | Keyboard             | Drums                | 備考 |
| ---- | -------- | ---------------------------------- | ---------- | --------------------------- | -------------------- | -------------------- | --- |
| 1期  | 1982.02- | 大槻ケンヂ (w/Bass)                | -          | トミー高橋                  | 内田雄一郎           | 鈴木ナヲト (w/Vocal) | 『筋肉少年少女隊』結成 ライブデビュー                                                                                                 |
| 2期  | 1982.05- | 大槻ケンヂ                         | 内田雄一郎 | トミー高橋                  | -                    | 鈴木ナヲト           | 『筋肉少女隊』に改名 大槻、内田ポジションチェンジ                                                                                     |
| 3期  | 1982.07- | 大槻ケンヂ                         | 内田雄一郎 | トミー高橋                  | しけもく渡辺         | 鈴木ナヲト           | |
| 4期  | 1982.11- | 大槻ケンヂ                         | 内田雄一郎 | 本城聡章                    | みを                 | 鈴木ナヲト           | 本城、加入 |
| 5期  | 1983.04- | 大槻ケンヂ                         | 内田雄一郎 | 本城聡章                    | みを                 | ペコ                 | ナゴムレコードに所属 |
| 6期  | 1983.07- | 大槻ケンヂ                         | 内田雄一郎 | 本城聡章                    | みを                 | 美濃介               | |
| 7期  | 1984.05- | 大槻ケンヂ                         | 内田雄一郎 | 本城聡章                    | みを                 | ジン (from 有頂天)   | |
| 8期  | 1984.07- | 大槻ケンヂ                         | 内田雄一郎 | 本城聡章                    | -                    | ジン                 | |
| 9期  | 1984.08- | 大槻ケンヂ                         | 内田雄一郎 | ゲッタ                      | -                    | 美濃介               | |
| 10期 | 1984.09- | 大槻ケンヂ 中丸栄子(Backing Vocal) | 内田雄一郎 | 後藤くまお                  | -                    | 美濃介               | |
| 11期 | 1984.10- | 大槻ケンヂ                         | 内田雄一郎 | 本城聡章                    | -                    | 美濃介               | 『筋肉少女帯』に改名 本城、復帰 「ナゴムオムニバス あつまり」でインディーズデビュー                                                   |
| 12期 | 1985.04- | 大槻ケンヂ                         | 内田雄一郎 | 石塚BERA伯広                | -                    | 美濃介               | 「とろろの脳髄伝説」発表 |
| 13期 | 1986.03- | 大槻ケンヂ                         | 内田雄一郎 | 石塚BERA伯広                | 三柴江戸蔵 (w/Piano) | 美濃介               | |
| 14期 | 1986.11- | 大槻ケンヂ                         | 内田雄一郎 | 中村ムー哲夫                | 三柴江戸蔵 (w/Piano) | 美濃介               | 「ノゾミ・カナエ・タマエ」発表 |
| 15期 | 1987.04- | 大槻ケンヂ                         | 内田雄一郎 | 友森昭一 (from レベッカ)    | 三柴江戸蔵 (w/Piano) | 美濃介               | 「高木ブー伝説」発表 |
| 16期 | 1987.08  | 大槻ケンヂ                         | 内田雄一郎 | ※DD小巻                     | 三柴江戸蔵 (w/Piano) | 美濃介               | 数度のライブのみ |
| 17期 | 1987.08- | 大槻ケンヂ                         | 内田雄一郎 | ももちゃん (from GO-BANG'S) | 三柴江戸蔵 (w/Piano) | 美濃介               | |
| 18期 | 1987.09- | 大槻ケンヂ                         | 内田雄一郎 | 関口博史                    | 三柴江戸蔵 (w/Piano) | 美濃介               | シングル「釈迦」、アルバム「仏陀L」でメジャーデビュー                                                                                 |
| 19期 | 1988.07- | 大槻ケンヂ                         | 内田雄一郎 | 加藤卓之                    | 三柴江戸蔵 (w/Piano) | 太田明               | |
| 20期 | 1988.09- | 大槻ケンヂ                         | 内田雄一郎 | -                           | 三柴江戸蔵 (w/Piano) | 太田明               | ツアー途中での加藤脱退により、ギター不在で残り日程を乗り切る                                                                          |
| 21期 | 1988.10- | 大槻ケンヂ                         | 内田雄一郎 | ※横関敦                     | 三柴江戸蔵 (w/Piano) | 太田明               | 「SISTER STRAWBERRY」発表 |
| 22期 | 1989.02- | 大槻ケンヂ                         | 内田雄一郎 | 本城聡章 橘高文彦           | ※秦野猛行            | 太田明               | 本城再復帰、橘高加入 メンバーが固定化され、以後多くのアルバム、シングルを発表                                                         |
| -    | 1998.09  | 大槻ケンヂ                         | 内田雄一郎 | 石塚BERA伯広 友森昭一       | 三柴理 (w/Piano)     | ※小畑ポンプ          | 期間限定で旧メンバーと『80年代の筋肉少女帯』結成 ライブツアーも行う                                                                   |
| 23期 | 1999.07- | -                                  | 内田雄一郎 | 本城聡章                    | -                    | -                    | 1998年8月、太田の脱退を受け、活動休止 1999年7月、橘高、大槻の脱退を受け、活動凍結 『KING-SHOW』名義で幾つかのオムニバスアルバムに参加 |
| 24期 | 2006.07- | 大槻ケンヂ                         | 内田雄一郎 | 本城聡章 橘高文彦           | ※三柴理 (w/Piano)    | ※長谷川浩二          | 『90年代の筋少』が8年ぶりに活動再開 ※サポートDrumsは時折他の者が務めることもある                                                      |

※印はサポートメンバー
- 参考文献「筋少新聞2号」、「筋肉少女帯 ナゴムコレクション」ブックレット

## 特徴
メンバーのバラバラな趣向を反映したバラエティに富む音楽性 と、不条理とブラックユーモアが入り混じった物語性の高い詞世界、硬派な音楽性と相反するコミカル・プラクティカルな笑いの要素が共存しているのが特徴。
三柴在籍時のインディーズ後期からデビュー初期にかけてはパンク、ハードロック、ニュー・ウェイヴ、プログレなどが混在した音を聴かせ、主に三柴と内田が音楽的方向性の主導権を握っていた。
三柴脱退後、新たな方向性を模索していた筋少は、オーディションで洋楽受容者でヘヴィ・メタルのギタリストである橘高が加入すると、彼と本城のツインギターによりハードロック系の音楽性を前面に押し出していくこととなる（大槻は一般的にメジャーなこの時代の筋少を指して「'90年代筋少」と呼んでいる）。

### 受けた影響
キッスやエアロスミスから影響を受けている。

### 与えた影響
元LaputaのドラマーであるTomoiは、太田明のようなプレイスタイルを理想だと語っている。Mix Speaker's,Inc.のSeek、MoranのHitomi、えんそくのぶう、NoGoDの団長が大槻ケンヂからの影響を語っている。

## ネーミング
「当初は筋肉少年隊とするはずであったが、少年隊が所属するジャニーズ事務所からクレームがついたので名前を変えた」という俗説があるが、先述のようにインディーズの無名時代からすでに「筋肉少女帯」と名乗っている。
大槻ケンヂは
- 確かに「少年隊」というネーミングには影響された
- そこで「筋肉」と「少年隊」という対比的な概念を組み合わせようと考えた
- 当時、自分の性別に違和感を覚えることもあったので「少年」→「少年少女」→「少女」に変更
- 「隊」という文字に不良少年的なイメージを感じ、気に入らなかったので字を変えた

ことなどを理由に挙げるが、「女子プロレスからの連想」など時々で大槻が面白おかしく脚色して話す。
バブル期に海外に紹介された際に「muscle girls area」と直訳された、と巷間される。。

## 作品

### シングル
|        | タイトル                                   | カップリング | 規格            | 販売生産番号          | リリース   | 収録アルバム                     | 備考 |
| ------ | ------------------------------------------ | --- | --------------- | --------------------- | ---------- | -------------------------------- | --- |
| indies | 高木ブー伝説                               | から笑う孤島の鬼 | 7インチシングル | NG-042                | 1987/07/   | 筋肉少女帯 ナゴムコレクション    | |
| 1st    | 釈迦                                       | - | 7インチシングル | 10309-04              | 1988/06/21 | 仏陀L                            | |
| -      | ボヨヨンロック（「まんが道」名義）         | ニコポン主義 ボヨヨンフォーク | CD              | 82004                 | 1989/04/19 | 大公式2                          | [ 注 12 ] |
| 2nd    | 元祖高木ブー伝説                           | 星の夜のボート | CD              | 20362                 | 1989/12/05 | サーカス団パノラマ島へ帰る       | |
| 3rd    | サボテンとバントライン                     | 釈迦 （ライブ・バージョン） | CD              | TFDC-28001            | 1990/09/05 | 月光蟲                           | |
| 4th    | 踊るダメ人間                               | 風車男ルリヲ （ライブバージョン） | CD              | TFDC-28005            | 1991/07/05 | 断罪!断罪!また断罪!!             | |
| 5th    | 氷の世界                                   | 戦え!何を!?人生を! | CD              | TFDC-28007            | 1992/02/21 | 筋少の大水銀                     | [ 注 13 ] |
| 6th    | バトル野郎〜100万人の兄貴〜                | じーさんはいい塩梅 | CD              | TFDC-28011            | 1992/06/21 | UFOと恋人                        | |
| 7th    | 暴いておやりよドルバッキー                 | 死んでゆく牛はモー | CD              | TFDC-28015            | 1993/03/21 | UFOと恋人                        | |
| 8th    | 君よ!俺で変われ!                           | ゴーゴー蟲娘 | CD              | TFDC-28017            | 1993/05/21 | UFOと恋人                        | |
| 9th    | 蜘蛛の糸                                   | 1,000,000人の少女 | CD              | MVDD-13               | 1994/01/25 | レティクル座妄想                 | |
| 10th   | 香菜、頭をよくしてあげよう                 | 望み叶え給え | CD              | MVDD-16               | 1994/05/21 | レティクル座妄想                 | |
| 11th   | リルカの葬列                               | 望みあるとしても（ノゾミ・カナエ・タマエ完結編） 蜘蛛の糸 〜第二章〜 | CD              | MVDD-19               | 1994/11/23 | 筋少MCAビクター在籍時 BEST&CULT  | |
| 12th   | トゥルー・ロマンス                         | リミックス・リルカの葬列 散文詩の朗読 | CD              | MVDD-37               | 1996/03/06 | ステーシーの美術                 | |
| 13th   | 僕の歌を総て君にやる                       | 『冬の風鈴』にのせた散文詩の朗読 | CD              | PHDL-1073             | 1996/11/25 | キラキラと輝くもの               | |
| 14th   | 小さな恋のメロディ                         | 山と渓谷 | CD              | PHDL-1080             | 1997/01/29 | キラキラと輝くもの               | |
| 15th   | タチムカウ -狂い咲く人間の証明-            | 青ヒゲの兄弟の店 | CD              | PHDL-1088             | 1997/04/30 | 最後の聖戦                       | |
| 16th   | 221B戦記（「筋肉少女帯と水木一郎」名義）   | 旅の友 | CD              | PHDL-1102             | 1997/09/03 | 最後の聖戦                       | |
| 17th   | 仲直りのテーマ                             | 君よ!俺で変われ!（Live Version） 戦え!何を!?人生を!（Live Version） 仲直りのテーマ（Live Version） | CD              | TFCC-89218            | 2007/09/05 | 新人                             | |
| 18th   | ツアーファイナル                           | ドナドナ 中学生からやり直せ! へそ天エリザベスカラー | CD              | TFCC-89254            | 2008/08/27 | シーズン2                        | |
| -      | 地獄のアロハ（「筋肉少女帯人間椅子」名義） | ダイナマイト（筋肉少女帯Version） 少年、グリグリメガネを拾う（人間椅子Version） 地獄のアロハ（Heavenly Version） | CD+DVD          | TKCA-74221 TKCA-74225 | 2015/05/13 | 再結成10周年パーフェクトベスト+2 | 限定盤 通常盤 |
| 19th   | 混ぜるな危険                               | イワンのばか（'14 Live Version） ムツオさん（'14 Live Version） 釈迦（'14 Live Version） | CD+DVD CD       | TKCA-74245 TKCA-74249 | 2015/08/05 | おまけのいちにち（闘いの日々）   | 限定盤 通常盤 |
| 20th   | 週替わりの奇跡の神話                       | 混ぜるな危険（'15 Live Version） 日本印度化計画（'15 Live Version） | CD+DVD CD       | TKCA-74353 TKCA-74357 | 2016/04/20 | 再結成10周年パーフェクトベスト+2 | 限定盤 通常盤 |
| 21st   | 人から箱男（筋少×カラオケDAMコラボ曲）     | 週替わりの奇跡の神話（'16 Live Version） マタンゴ（'16 Live Version） 人から箱男（筋少×カラオケDAMコラボ曲）[Short Version] | CD+DVD CD       | TKCA-74401 TKCA-74402 | 2016/10/26 | Future!                          | 限定盤 通常盤 |
| 22nd   | いくぢなし（ナゴムver.サイズ）             | 1. いくぢなし（ナゴムver.サイズ） 2. KEEP CHEEP TRICK 3. ７年殺し 4. いくぢなし（ナゴムver.サイズ）[Instrumental] 5. KEEP CHEEP TRICK [Instrumental] 6. ７年殺し [Instrumental]                                                            | CD+DVD          | TKCA-75110            | 2022/11/9  |                                  | 付属DVDには2022年5月12日にCLUB CITTA'川崎で行われた『祝! 筋少結成40周年記念ライブ』の模様を収録。                           |
| 23rd   | 医者にオカルトを止められた男               | 1. 医者にオカルトを止められた男 2. さらば桃子（2024ver.） 3. ノゾミ・カナエ・タマエ（2024ver.） 4. 医者にオカルトを止められた男 [Instrumental] 5. さらば桃子（2024ver.）[Instrumental] 6. ノゾミ・カナエ・タマエ（2024ver.）[Instrumental] | CD+DVD          | TKCA-75235            | 2024/5/28  |                                  | 付属DVDには2023年11月22日にZepp DiverCityにTOKYO）で行われた『ツアー『一瞬！』～メジャーデビュー 35周年記念』の模様を収録。 |

### オリジナルアルバム
|        | タイトル                       | 規格                 | 販売生産番号                       | リリース              | 備考                   |
| ------ | ------------------------------ | -------------------- | ---------------------------------- | --------------------- | ---------------------- |
| indies | とろろの脳髄伝説               | コンパクトLP         | NG-017                             | 1985/08/              |                        |
| indies | ノゾミ・カナエ・タマエ         | 45回転12インチ盤     | NG-036                             | 1987/03/              |                        |
| 1st    | 仏陀L                          | LP カセットテープ CD | 30304-28 50304 80304-32 TFCC-86302 | 1988/06/21 2009/07/22 | 再発盤                 |
| 2nd    | SISTER STRAWBERRY              | LP カセットテープ CD | 30322-20 50322 80322-20 TFCC-86303 | 1988/12/21 2009/07/22 | 再発盤                 |
| 3rd    | 猫のテブクロ                   | カセットテープ CD    | 50350 80350 TFCC-86304             | 1989/07/05 2009/08/19 | 再発盤                 |
| 4th    | サーカス団パノラマ島へ帰る     | カセットテープ CD    | VPTC-50362 VPCC-80362 TFCC-96305   | 1990/02/05 2009/08/19 | 再発盤                 |
| 5th    | 月光蟲                         | CD                   | TFCC-88003 TFCC-86306              | 1990/11/21 2009/08/19 | 再発盤                 |
| 6th    | 断罪!断罪!また断罪!!           | CD                   | TFCC-88010 TFCC-86307              | 1991/07/21 2009/09/16 | 再発盤                 |
| 7th    | エリーゼのために               | CD                   | TFCC-88021 TFCC-86308              | 1992/05/21 2009/09/16 | 再発盤                 |
| 8th    | UFOと恋人                      | CD                   | TFCC-88030 TFCC-86309              | 1993/04/25 2009/09/16 | 再発盤                 |
| 9th    | レティクル座妄想               | CD                   | MVCD-13                            | 1994/04/21            |                        |
| 9th    | レティクル座妄想+6             | SHM-CD               | UPCY-7522                          | 2018/06/20            | 再発盤                 |
| 10th   | ステーシーの美術               | CD                   | MVCD-33                            | 1996/03/23            |                        |
| 10th   | ステーシーの美術+6             | SHM-CD               | UPCY-7523                          | 2018/06/20            | 再発盤                 |
| 11th   | キラキラと輝くもの             | CD                   | PHCL-5041                          | 1996/12/09            |                        |
| 11th   | キラキラと輝くもの+6           | SHM-CD               | UPCY-7524                          | 2018/06/20            | 再発盤                 |
| 12th   | 最後の聖戦                     | CD                   | PHCL-5057                          | 1997/10/15            |                        |
| 12th   | 最後の聖戦+8                   | SHM-CD               | UPCY-7525                          | 2018/06/20            | 再発盤                 |
| 13th   | 新人                           | CD                   | TFCC-86234                         | 2007/09/05            |                        |
| 14th   | シーズン2                      | CD                   | TFCC-86297                         | 2009/05/20            |                        |
| 15th   | 蔦からまるQの惑星              | CD                   | TFCC-86326                         | 2010/06/02            |                        |
| 16th   | THE SHOW MUST GO ON            | CD+DVD CD            | TKCA-74148 TKCA-74152              | 2014/10/08            | 限定盤 通常盤          |
| 17th   | おまけのいちにち（闘いの日々） | CDx3+DVD CD          | TKCA-74266 TKCA-74270              | 2015/10/07            | 限定盤 通常盤          |
| 18th   | Future!                        | CD+BD CD+DVD CD      | TKCA-74581 TKCA-74582 TKCA-74583   | 2017/10/25            | 限定盤A 限定盤B 通常盤 |
| 19th   | ザ・シサ                       | CD+Blu-ray CD+DVD CD | TKCA-74724 TKCA-74725 TKCA-74726   | 2018/10/31            | 限定盤A 限定盤B 通常盤 |
| 20th   | LOVE                           | CD+DVD CD            | TKCA-74856 TKCA-74857              | 2019/11/06            | 初回限定盤 通常盤      |
| 21st   | 君だけが憶えている映画         | CD+DVD CD            | TKCA-74993 TKCA-74994              | 2021/11/3             | 初回限定盤 通常盤      |

### コンピレーションアルバム
|                       | タイトル                                                         | 規格        | 販売生産番号          | リリース              | 備考      |
| --------------------- | ---------------------------------------------------------------- | ----------- | --------------------- | --------------------- | --------- |
| ベストアルバム        | 筋肉少女帯 ナゴム全曲集                                          | CD          | NG-064                | 1990/01/25            |           |
| ベストアルバム        | 筋少の大車輪                                                     | CD          | TFCC-88019            | 1992/03/21            |           |
| シングルベスト        | 筋少の大水銀                                                     | 2CD         | TFCC-88035〜6         | 1993/11/01            |           |
| ベストアルバム        | 筋少MCAビクター在籍時 BEST&CULT                                  | CD          | MVCD-42               | 1996/12/18            |           |
| コンセプトベスト      | SAN FRANCISCO                                                    | CD          | PHCL-5094             | 1998/06/29            |           |
| ライブトラック集      | 80年代の筋肉少女帯                                               | CD          | UGSCL0001             | 1998/09/29            |           |
| サウンドトラック      | CRAZY MAX 1st. PRODUCED BY KING-SHOW                             | CD          | CMAX001               | 2000/07/              | [ 注 14 ] |
| ベストアルバム        | スーパー・バリュー/筋肉少女帯                                    | CD          | UUCH-8005             | 2001/12/19            |           |
| ライブトラック集      | 筋少の大海賊 vol.1                                               | CD          | TRCL-0008             | 2002/12/26            |           |
| ライブトラック集      | 筋少の大海賊 vol.2                                               | CD          | TRCL-0009             | 2003/02/20            |           |
| ベストアルバム        | GOLDEN☆BEST 筋肉少女帯〜ユニバーサルミュージック・セレクション〜 | CD          | UPCY-6115 UPCY-9298   | 2006/03/01 2012/12/05 | 再発盤    |
| ベスト&レアトラック集 | 筋肉少女帯 ナゴムコレクション                                    | CD          | DDCH-2515             | 2006/06/21            |           |
| ベストアルバム        | 筋肉少女帯 復活究極ベスト 大公式                                 | 2CD         | TFCC86217             | 2007/03/14            |           |
| ベストアルバム        | 大公式2                                                          | CD          | TFCC86249             | 2008/03/19            |           |
| セルフカバーアルバム  | 公式セルフカバーベスト 4半世紀                                   | CD          | TKCA-73905            | 2013/05/29            |           |
| ベストアルバム        | 再結成10周年パーフェクトベスト+2                                 | 2CD 2CD+DVD | TKCA-74429 TKCA-74428 | 2016/10/26            |           |
| ベストアルバム        | 一瞬！                                                           | 2CD         | TKCA-75146            | 2023/6/14             |           |

### 映像作品
| タイトル                                                                                        | 規格                       | 販売生産番号                     | リリース              | 備考                          |
| ----------------------------------------------------------------------------------------------- | -------------------------- | -------------------------------- | --------------------- | ----------------------------- |
| KIN-SHOWの大残酷                                                                                | VHS                        | 60501                            | 1988/07/21            |                               |
| 筋肉少女帯 at 武道館                                                                            | VHS LD DVD                 | VPVQ-66117 VPLQ-76117 TFBQ-18085 | 1990/04/25 2008/07/23 | [ 注 15 ]                     |
| 三年殺し                                                                                        | VHS LD                     | TFVQ-68003 TFLQ-78003            | 1991/08/05            |                               |
| 筋少祭りだ!90分                                                                                 | VHS LD DVD                 | TFVQ-68013 TFLQ-78013 TFBQ-18086 | 1992/07/05 2008/07/23 | [ 注 15 ]                     |
| science fiction double feature〜筋肉少女帯 Live & PV-clips〜                                    | VHS×2 DVD                  | PHVL-7801〜2 UPBY-5069           | 1998/03/18 2018/06/20 |                               |
| 80's筋少Live & clip                                                                             | VHS                        | UGSVP1                           | 1998/12/10            |                               |
| THE・仲直り!復活!筋肉少女帯〜サーカス団パノラマ島へ帰る'06〜                                    | DVD                        | TFBQ-18072                       | 2007/03/14            |                               |
| SPACE SHOWER ARCHIVE 筋肉少女帯 LIVE 9103                                                       | DVD                        | DEJR-1009                        | 2007/06/22            |                               |
| サーカス団、武道館へ帰る                                                                        | DVD                        | TFBQ-18093                       | 2008/12/17            |                               |
| 三年殺し & KIN-SHOWの大残酷                                                                     | DVD                        | TFBQ-18102                       | 2009/12/02            |                               |
| どこへでも行ける切手 初期アルバム 1st〜8th曲限定ライブSP                                        | DVD                        | TFBQ-18104                       | 2010/04/21            |                               |
| 心の折れたエンジェル 2011.5.28 赤坂BLITZ 〜再結成以降曲集中ライブDVD〜                          | DVD×2                      | OKHU1001〜2                      | 2011/10/01            | [ 注 16 ] [ 注 17 ]           |
| 筋少動画01                                                                                      | DVD                        | OKHU1003                         | 2012/05/26            | [ 注 16 ] [ 注 18 ] [ 注 19 ] |
| 筋肉少女帯メジャーデビュー25周年記念「4半世紀 LIVE」at 中野サンプラザ 2013.6.22                 | DVD×2                      | OKHU1004〜5                      | 2013/10/01            | [ 注 16 ] [ 注 20 ]           |
| THE SHOW MUST GO ON 〜Live In OSAKA〜                                                           | DVD×3+CD×2 DVD×3           | TKBA-1223 TKBA-1224              | 2015/03/04            | 限定盤 通常盤                 |
| おまけのいちにち（闘いの日々）TOUR 初日 in TOKYO                                                | Blu-ray+CD×2 Blu-ray DVD×2 | TKXA-1091 TKXA-1092 TKBA-1233    | 2016/02/24            | 限定盤 通常盤                 |
| 橘高文彦デビュー30周年記念LIVE “筋肉少女帯”                                                     | Blu-ray                    | TKXA-1097                        | 2016/07/13            |                               |
| 筋肉少女帯人間椅子 地獄のアロハLIVE 2015 at 渋谷公会堂                                          | Blu-ray DVD×2              | TKXA-1098 TKBA-1238              | 2016/08/17            |                               |
| 再結成10周年パーフェクトベストTOUR FINAL～六本木!                                               | Blu-ray×2 +CD×4 Blu-ray    | TKXA-1108 TKXA-1109              | 2017/03/08            | 完全生産限定盤 通常盤         |
| 筋少シングル盤大戦対SP映像大戦                                                                  | Blu-ray DVD×2              | TKXA-1128 TKBA-1254              | 2018/06/20            |                               |
| Future! ツアーfinalライブ & 猫のテブクロ再現ライブ 完全版!!                                     | Blu-ray                    | HSRN-0001                        | 2018/11/28            |                               |
| メジャーデビュー30周年記念オリジナルNew Album「ザ・シサ」リリース・ツアー final ライブ 完全版!! | Blu-ray                    | HSRN-0002                        | 2019/6/5              |                               |
| 筋少・フル尺2LIVES!!「突入!」&「ザ・サン」                                                      | Blu-ray                    | YZBT-12001                       | 2020/8/5              |                               |
| LOVE ～筋肉少女帯LIVE 2019                                                                      | DVD                        | YZBT-12002                       | 2021/3/24             |                               |
| King-Show Archives Vol.1 対『発声禁止』作戦!! 衝撃編・逆襲編                                    | Blu-ray                    | YZBT-12003                       | 2022/12/14            |                               |
| King-Show Archives Vol.2 夏の終わり 冬の始まり                                                  | Blu-ray                    | YZBT-12004                       | 2022/12/14            |                               |
| King-Show Archives Vol.3 私だけが憶えている映画                                                 | Blu-ray                    | YZBT-12005                       | 2022/12/14            |                               |
| 筋肉少女帯メジャーデビュー35周年記念ライブ「♯筋少の日」                                         | Blu-ray                    | YZBT-12006                       | 2023/11/08            |                               |

### 参加オムニバス
- 新規録音作品のみ。

| タイトル （収録曲） | 規格         | 販売生産番号                         | リリース                                               | 備考            |
| --- | ------------ | ------------------------------------ | ------------------------------------------------------ | --------------- |
| あつまり ナゴムオムニバス （オレンヂペニス/肉の王者/釈迦）                                                                      | LP CD        | NG-010L NG-078                       | 1984/12/ 1992/09/                                      | [ 注 21 ]       |
| 子どもたちのCity （23の瞳） | LP CD iTunes | AY28-12 APCA-63 APCA-3022 TECN-20805 | 1987/02/21 1992/07/21 1995/07/21 2002/08/21 2010/07/21 | 再発盤 再々発盤 |
| 昔、ナゴムレコードがあった （サンフランシスコ/高木ブー伝説/釈迦）                                                               | VHS          | NG-050 NG-086                        | 1988/03/ 1992/12/                                      | 再発盤          |
| 地獄の賞賛 KISS トリビュート・イン・ジャパン （パラサイト）                                                                     | CD           | PHCL-5085                            | 1998/02/25                                             | [ 注 25 ]       |
| ATOM KIDS Tribute to the king "O.T." （海のトリトン）※「GO GOトリトン」                                                         | CD           | WPC6-8522                            | 1998/11/26                                             | [ 注 27 ]       |
| 365：A TRIBUTE TO THE STALIN（おかあさん、いい加減あなたの顔は忘れてしまいました。）                                            | CD           | UPCH1032                             | 2001/01/24                                             |                 |
| TRIBUTE TO MODERN DOLLZ "ブラインド越しの俺たち" （浮気なジャングルビート）                                                     | CD           | UKCD-1099                            | 2002/10/04                                             | [ 注 28 ]       |
| Sirius〜Tribute to UEDA GEN〜 （サイクリング）                                                                                  | CD           | VICL-62999                           | 2008/09/24                                             | [ 注 29 ]       |
| Fumihiko Kitsutaka 25th Anniversary 〜LIVE! DREAM CASTLE〜 （さらば桃子/アンクレット/再殺部隊/小さな恋のメロディ/イワンのばか） | DVD×2        | XQHZ-2003                            | 2011/04/06                                             | [ 注 30 ]       |
| hide TRIBUTE VII -Rock SPIRITS- （DICE）                                                                                        | CD           | TKCA-74018                           | 2013/12/18                                             | [ 注 30 ]       |

## タイアップ一覧
| 使用年 | 曲名                               | タイアップ                                                                               |
| ------ | ---------------------------------- | ---------------------------------------------------------------------------------------- |
| 1989年 | 日本印度化計画                     | チェリオコーポレーション「チェリオ」CMソング                                             |
| 1990年 | サボテンとバントライン             | 久光製薬「ビンダスローション」CMソング                                                   |
| 1992年 | バトル野郎〜100万人の兄貴〜        | カプコン・スーパーファミコン用ソフト「ストリートファイターII」CMソング                   |
| 1993年 | 暴いておやりよドルバッキー         | 住友生命「年金プラン・楽しみ1番」CMソング                                                |
| 1993年 | 君よ!俺で変われ!                   | キリン「ポストウォーター」CMソング                                                       |
| 1993年 | くるくる少女                       | 日本テレビ系『全日本プロレス中継30』1993年7・8月期エンディングテーマ                     |
| 1994年 | 蜘蛛の糸                           | 福武書店「進研ゼミ中学講座」CMソング                                                     |
| 1994年 | 1,000,000人の少女                  | カプコン・スーパーファミコン用ソフト「ストリートファイターII ターボ」CMソング            |
| 1994年 | タイトロープ                       | 「NTTサンクスフェア」1994夏CMソング                                                      |
| 1994年 | 香菜、頭をよくしてあげよう         | テレビ朝日系『ボイズンガルズ』テーマソング                                               |
| 1996年 | トゥルー・ロマンス                 | 「ナムコ・ワンダーエッグ」テーマソング                                                   |
| 1996年 | 僕の歌を総て君にやる               | テレビ朝日系『ウィークエンドライブ 週刊地球TV』オープニングテーマ                        |
| 1997年 | 小さな恋のメロディ                 | テレビ東京系アニメ『EAT-MAN』オープニングテーマ                                          |
| 1997年 | タチムカウ -狂い咲く人間の証明-    | テレビ朝日系『リングの魂』オープニングテーマ                                             |
| 1997年 | 221B戦記                           | 日本テレビ系『全日本プロレス中継』エンディングテーマ                                     |
| 1997年 | カーネーション・リインカネーション | ハドソン・プレイステーション用ソフト「ブラッディロア2」イメージソング/オープニングテーマ |
| 2008年 | 福耳の子供'08                      | 関西テレビ『未確認思考物隊』エンディングテーマ                                           |
| 2009年 | 心の折れたエンジェル               | コナミアーケードゲーム「GuitarFreaksV6」「DrumManiaV6 BLAZING!!!!」収録曲                |
| 2012年 | 日本印度化計画                     | テレビ東京系『ピラメキーノ』挿入曲                                                       |
| 2013年 | 中2病の神ドロシー                  | 日本テレビ系『ポシュレデパート深夜店』オープニングテーマ                                 |
| 2015年 | 混ぜるな危険                       | TOKYO MXほかアニメ『うしおととら』 第1・2クールオープニングテーマ                        |
| 2016年 | 週替わりの奇跡の神話               | TOKYO MXほかアニメ『うしおととら』第3クールオープニングテーマ                            |

## 書籍
- 筋肉少女帯自伝 （2007年10月 K&Bパブリッシャーズ、ISBN 978-4-902800-07-4）
大槻、橘高、本城、内田が自らについて語った書籍。未発表音源CD[注 31] 付き。
- 筋肉少女帯 SHOXX SPECIAL 〜4半世紀アフター〜 （2013年6月[注 32] 音楽専科社、ISBN 978-4-87279-263-8）
1991年発売のアーティストブック（雑誌SHOXXの特別増刊号）の復刻に加え、新規収録のメンバーインタビュー、ライブレポート等掲載。

## レギュラー番組
- 筋肉少女帯の深夜改造計画（1989年10月-1990年 日本テレビ系）